# 末吉站
末吉站（日语：／ Sueyoshi eki */?）是一個位於鹿兒島縣曾於郡末吉町二之方（現時曾於市）的日本國有鐵道（國鐵）志布志線車站。在1987年（昭和62年）3月28日與志布志線一同停用。

## 停用前車站結構
- 為末吉町的中心車站。
- 相對式月台2面2線，加上1條測線。
- 木造站舍

## 站周邊
- 曾於市政廳（舊末吉町市政廳）
- 末吉郵局
- 大隅交通網絡曾於市「末吉站跡」停車站。
  - 也有JR九州巴士（末吉站～高岡口～都城站之間）的巴士服務。

## 歷史
- 1923年1月14日：志布志線都城～本站開通[1]，開始營運，為終點站。
- 1971年2月1日 - 停止貨運。
- 1987年3月28日  - 與志布志線一同停用。

## 鄰近車站
日本國有鐵道
志布志線
今町站 - 末吉站 - 岩北站